# Ferrari F14 T
Pour les articles homonymes, voir F14.
Chronologie des modèles (2014)
Ferrari F138 Ferrari SF15-T
La Ferrari F14 T est la monoplace de Formule 1 engagée par la Scuderia Ferrari dans le cadre du championnat du monde de Formule 1 2014. Elle est pilotée par l'Espagnol Fernando Alonso, présent au sein de l'écurie italienne depuis la saison 2010, et le Finlandais Kimi Räikkönen, qui fait son retour chez Ferrari. Les pilotes essayeurs sont les Espagnols Marc Gené et Pedro de la Rosa, et l'Italien Davide Rigon. Conçue par les ingénieurs James Allison, Nikolas Tombazis et Pat Fry, la F14 T reprend les modifications de la réglementation technique en vigueur. 
Présentée le 25 janvier 2014 à l'usine de Maranello en Italie, la F14 T a été baptisée ainsi à l'issue du vote des fans organisé sur le site internet de l'écurie.
Au cours du championnat 2014, la F14T qui souffre à la fois de problèmes de traction et d'un moteur manquant de puissance, ne permet guère à ses deux pilotes de faire progresser les statistiques de la Scuderia Ferrari avec seulement un meilleur tour en course et deux podiums. Ferrari vit sa plus mauvaise saison depuis vingt ans, et son premier championnat sans victoire depuis 1993.

## Création de la monoplace
La réglementation technique de la Formule 1 évoluant radicalement en 2014, la Ferrari F14 T est dotée d'un moteur V6 turbo Ferrari, d'un système de récupération de l'énergie cinétique de 161 chevaux contre 80 les années précédentes, un museau en fourmilier à 185 millimètres au-dessus du sol, un aileron avant raccourci de 150 millimètres et un gain de masse de 49 kilogrammes.
En janvier 2014, l'écurie organise un vote afin que les fans puissent choisir le nom de la nouvelle monoplace italienne, parmi lesquels F14 T, F14 Maranello, F14 Scuderia, F166 Turbo ou F616. Sur plus de 1,1 million de votants, le nom F14 T a été choisi avec 32 % des voix, au détriment de F166 Turbo. 
Techniquement, la F14 T conserve les suspensions à tirants de sa devancière, la Ferrari F138 et reprend l'aileron avant de la Ferrari F2012, mais de façon plus arrondi. Les mâts du museau sont très courts et le nez présente une cassure, à l'instar de ses deux devancières. L'aileron arrière se distingue par une sortie d'échappement haute unique un mât central et des petits ailerons au niveau des portes-moyeux. Le centre de la monoplace, similaire à la F138, présente des entrées de pontons plus importantes pour maximiser le refroidissement du moteur et la prise d'air moteur, unique contrairement aux années précédentes, se prolonge par une pièce en forme d'aileron de requin.
Soixantième monoplace de l'écurie, la conception de la F14 T, pour 2014 Turbo, aussi connue en interne sous le nom de code progetto 665, a débuté en 2012. Lors de la présentation de la F14 T, Luca di Montezemolo, le président de Ferrari, déclare : « Je suis confiant parce que nous avons tous les ingrédients pour réussir. Nous avons deux très bons pilotes. Kimi est de retour. C’est le dernier pilote à avoir remporté un titre avec nous. Fernando a quant à lui décroché trois fois la deuxième place au championnat lors de ces quatre dernières années. Maintenant, il faut gagner ». Il annonce en outre « accorder beaucoup de confiance à James Allison », le nouveau directeur technique de l'écurie, et aux ingénieurs qui ont conçu le moteur V6.
James Allison affirme de son côté : « Si je devais définir quelque chose de fondamental pour cette année, ce ne serait pas la puissance du moteur ou l’efficacité aérodynamique, mais la fiabilité. Ce sera sans aucun doute crucial. Commencer à travailler sur un projet en partant d’une feuille blanche, surtout sur un projet aussi complexe et difficile, c’est comme si c’était Noël tous les jours pour les ingénieurs ». Stefano Domenicali, le directeur sportif de la structure italienne, avoue qu'il a « fallu relever le challenge technique le plus important de ces dix dernières années ».

## Résultats en championnat du monde de Formule 1
| Saison | Écurie           | Moteur                              | Pneus   | Pilotes         | Courses | Courses | Courses | Courses | Courses | Courses | Courses | Courses | Courses | Courses | Courses | Courses | Courses | Courses | Courses | Courses | Courses | Courses | Courses | Points inscrits | Classement |
| Saison | Écurie           | Moteur                              | Pneus   | Pilotes         | 1       | 2       | 3       | 4       | 5       | 6       | 7       | 8       | 9       | 10      | 11      | 12      | 13      | 14      | 15      | 16      | 17      | 18      | 19      | Points inscrits | Classement |
| ------ | ---------------- | ----------------------------------- | ------- | --------------- | ------- | ------- | ------- | ------- | ------- | ------- | ------- | ------- | ------- | ------- | ------- | ------- | ------- | ------- | ------- | ------- | ------- | ------- | ------- | --------------- | ---------- |
| 2014   | Scuderia Ferrari | Ferrari V6 turbo hybride Type 059/3 | Pirelli |                 | AUS     | MAL     | BAH     | CHI     | ESP     | MON     | CAN     | AUT     | GBR     | ALL     | HON     | BEL     | ITA     | SIN     | JAP     | RUS     | USA     | BRÉ     | ABU     | 216             | 4e         |
| 2014   | Scuderia Ferrari | Ferrari V6 turbo hybride Type 059/3 | Pirelli | Kimi Räikkönen  | 7e      | 12e     | 10e     | 8e      | 7e      | 12e     | 10e     | 10e     | Abd     | 11e     | 6e      | 4e      | 9e      | 8e      | 12e     | 9e      | 13e     | 7e      | 10e     | 216             | 4e         |
| 2014   | Scuderia Ferrari | Ferrari V6 turbo hybride Type 059/3 | Pirelli | Fernando Alonso | 4e      | 4e      | 9e      | 3e      | 6e      | 4e      | 6e      | 5e      | 6e      | 5e      | 2e      | 7e      | Abd     | 4e      | Abd     | 6e      | 6e      | 6e      | 9e      | 216             | 4e         |

Légende : ici